# Reshetylivka (huyện)
Huyện Reshetylivka (tiếng Ukraina: Решетилівський район, chuyển tự: Reshetylivkas'kyi raion) là một huyện của tỉnh Poltava thuộc Ukraina. Huyện Reshetylivka có diện tích 1010 kilômét vuông, dân số theo điều tra dân số ngày 5 tháng 12 năm 2001 là 29741 người với mật độ 29 người/km2. Trung tâm huyện nằm ở Reshetylivka.